# The Nanny Diaries
The Nanny Diaries er en engelsk film der kom i år 2007 og den varer 100 min. 

## Plot
Livet i den absolutte overklasse på Manhattan kan virke lige så fjernt som livet i en landsby i Amazonjunglen. især når man som Annie kommer fra et helt almindeligt middelklassehjem i New Jersey. Annie er lige blevet færdig på universitetet og skal bruge et job i en fart, og derfor kommer jobbet som barnepige hos Hr. og Fru X som sendt fra himlen.

## Medvirkende
- Scarlett Johansson
- Chris Evans
- Laura Linney
- Paul Giamatti
- Nicholas Art
- Donna Murphy
- Alicia Keys

## Eksterne Henvisninger
- The Nanny Diaries på Internet Movie Database (engelsk)
- The Nanny Diaries på Filmdatabasen
- The Nanny Diaries på Scope
- The Nanny Diaries i Svensk Filmdatabas (svensk)
- The Nanny Diaries på AlloCiné (fransk)
- The Nanny Diaries på MovieMeter (nederlandsk)
- The Nanny Diaries på AllMovie (engelsk)
- The Nanny Diaries hos American Film Institute (engelsk)
- The Nanny Diaries på Turner Classic Movies (engelsk)
- The Nanny Diaries på The Movie Database (engelsk)